# Exklusionsgrad
|                    | Rivalitätsgrad = 0             | Rivalitätsgrad = 1                              |
| ------------------ | ------------------------------ | ----------------------------------------------- |
| Exklusionsgrad = 0 | öffentliches Gut (z. B. Deich) | Allmendegut (z. B. überfüllte Innenstadtstraße) |
| Exklusionsgrad = 1 | Klubgut (z. B. Pay-TV)         | Privates Gut (z. B. Speiseeis)                  |

Der Exklusionsgrad zeigt in der Volkswirtschaftslehre an, ob und inwieweit ein Nachfrager von der Güternachfrage nach einem bestimmten Gut oder einer bestimmten Dienstleistung ausgeschlossen werden kann. Korrespondierender Begriff ist der Rivalitätsgrad.

## Allgemeines
Güter/Dienstleistungen können auch danach eingeteilt werden, ob Konsumenten oder Nutzer bei der Nachfrage der Ausschließbarkeit unterliegen. Werden Konsumenten ausgeschlossen, können sie das Gut weder erwerben noch nutzen. Dabei zeigt der Exklusionsgrad das Ausmaß an, in welchem zahlungsunwillige Wirtschaftssubjekte unter Inkaufnahme vertretbarer Kosten wirksam vom Konsum ausgeschlossen werden können.

## Mathematische Darstellung
Das Ausmaß, durch das zahlungsunwillige Wirtschaftssubjekte unter Inkaufnahme vertretbarer Kosten wirksam vom Konsum ausgeschlossen werden können, wird Exklusionsgrad genannt.
Der Exklusionsgrad {\displaystyle e} ist die relative Änderung der Bereitstellungskosten für ein Gut {\displaystyle BK} bei einer relativen Änderung der Anzahl der Nutzer {\displaystyle n}:
{\displaystyle e={\frac {\Delta BK}{\Delta n}}\cdot {\frac {n}{BK}}}.
Ein Exklusionsgrad von {\displaystyle e=0} sagt aus, dass niemand vom Konsum oder der Nutzung ausgeschlossen werden kann. Entsprechend bedeutet {\displaystyle e=1}, dass eine Ausschließbarkeit vorhanden ist.
Der Grad der Exkludierbarkeit hängt mit externen Effekten zusammen. Sie zeigen sich darin, dass negative oder positive Wirkungen vom Konsum eines Wirtschaftssubjektes auf den Nutzen eines anderen Wirtschaftssubjektes ausgehen, ohne dass diese im Marktpreis abgegolten werden. Sind externe Effekte vernachlässigbar, liegt der Exklusionsgrad bei {\displaystyle e=1}. Sind internalisierungsbedürftige, aber nicht dominierende externe Effekte vorhanden, liegt ein partieller Exklusionsgrad ({\displaystyle >0<1}) vor, dominieren die externen Effekte, besteht eine Nicht-Exkludierbarkeit ({\displaystyle e=0}).

## Güterarten
Öffentliche Güter und Allmendegüter weisen allgemein keine Exkludierbarkeit auf, bei privaten Gütern und Klubgütern ist eine Ausschließbarkeit vorhanden. Bei der Bildung als einem öffentlichen Gut gibt es vereinzelt Ausschlussmöglichkeiten, wenn beispielsweise der Zugang zu Universitäten vom Abitur abhängig gemacht wird oder die Belegung eines Studienfaches durch numerus clausus blockiert ist. 

## Wirtschaftliche Aspekte
Der Exklusionsgrad bestimmt sich dadurch, ob und inwieweit es möglich ist, andere Nachfrager oder Benutzer auszuschließen. Andere Nachfrager/Benutzer lassen sich leicht exkludieren bei privaten Gütern (wie Konsumgütern) und Klubgütern. Erwirbt ein Verbraucher einen Apfel und isst ihn auf, steht dieser Apfel anderen Konsumenten nicht mehr zur Verfügung. Das Verspeisen, aber vorher auch der Eigentumserwerb, bewirken die Ausschließbarkeit vom Konsum Dritter. Klubgüter sind geradezu vorbestimmt für die Ausschließbarkeit. Die Mitgliedschaft im Sportverein berechtigt nur die Vereinsmitglieder zur Ausübung des Sports. Schwierig bis unmöglich ist die Exklusion bei öffentlichen Gütern (wie etwa die Landesverteidigung) und Allmendegütern (Straßennetz). Öffentliche Verkehrsmittel erheben einen Fahrpreis, so dass alle zahlungsunwilligen Bürger von der Nutzung ausgeschlossen werden.
Je höher der Exklusionsgrad eines Gutes ist, umso leichter ist der Nutzen dieses Gutes durch Nachfrager zu verhindern.